# Dylan Armstrong
Pour les articles homonymes, voir Armstrong.
Dylan Armstrong (né le 15 janvier 1981 à Kamloops) est un athlète canadien spécialiste du lancer du poids.

## Biographie
Avant de se concentrer sur le lancer du poids, Armstrong était aussi un lanceur de marteau de haut niveau, sacré vice-champion du monde junior en 2000. 
Aux Jeux olympiques d'été de 2008 à Pékin, il améliore son record personnel à 21,04 m et ainsi bat le record du Canada du lancer du poids. Classé quatrième au moment du concours, cette performance lui permet pourtant d’obtenir, mais près de cinq ans après la tenue des épreuves, la médaille de bronze. Car celui à qui elle avait en premier lieu été décernée, le Biélorusse Andrei Mikhnevich, est alors disqualifié à cause de son implication dans un important scandale de dopage avec quatre autres athlètes, et déchu de ses titres. C’est donc seulement en mars 2013, que Dylan Armstrong est déclaré comme étant le médaillé de bronze des Jeux olympiques de 2008. 
En 2010, le Canadien remporte la médaille d'or des Jeux du Commonwealth de New Delhi grâce à un jet à 21,02 m, devançant notamment le Jamaïcain Dorian Scott.

## Palmarès
| Date | Compétition                    | Lieu              | Résultat | Marque  |
| ---- | ------------------------------ | ----------------- | -------- | ------- |
| 2000 | Championnats du monde juniors  | Santiago du Chili | 2e       | Marteau |
| 2007 | Championnats du monde          | Osaka             | 8e       | 20,23 m |
| 2007 | Jeux panaméricains             | Rio de Janeiro    | 1er      | 20,10 m |
| 2008 | Jeux olympiques                | Pékin             | 3e       | 21,04 m |
| 2009 | Finale mondiale                | Thessalonique     | 8e       | 19,61 m |
| 2010 | Championnats du monde en salle | Doha              | 3e       | 21,39 m |
| 2010 | Ligue de diamant               | Ligue de diamant  | 4e       | détails |
| 2010 | Jeux du Commonwealth           | New Delhi         | 1er      | 21,02 m |
| 2011 | Championnats du monde          | Daegu             | 2e       | 21,64 m |
| 2011 | Ligue de diamant               | Ligue de diamant  | 1er      | détails |
| 2011 | Jeux panaméricains             | Guadalajara       | 1er      | 21,30 m |
| 2012 | Jeux olympiques                | Londres           | 5e       | 20,93 m |
| 2013 | Championnats du monde          | Moscou            | 3e       | 21,34 m |
| 2013 | Ligue de diamant               | Ligue de diamant  | 4e       | détails |